# السيد فريدمان القصير
السيد فريدمان القصير (بالألمانية: Der kleine Herr Friedemann) مجموعة قصص قصيرة من تأليف الكاتب الألماني توماس مان، نُشرت للمرة الأولى في عام 1898. تحتوي المجموعة على ستة قصص قصيرة، من القصص التي تضمنتها المجموعة قصة «السيد فريدمان القصير» التي تحمل اسم المجموعة، ظهرت هذه القصة بداية في عام 1896 في مجلة (Die neue Rundschau)، ومن ثم في المجموعة. وكذلك قصة «المهرج» (Der Bajazzo). كتب توماس مان عمله هذا تحت تأثير كل من شوبنهاور ونيتشه وفاجنر، يبرز مان في هذه المجموعة التناقض ما بين الفكر والواقع في خيال الفنان.

## وصلات خارجية
- السيد فريدمان القصير، على مكتبة جامعة هارفارد.
- السيد فريدمان القصير، على كتب جوجل.
- السيد فريدمان القصير، على الفهرس العالمي.
- السيد فريدمان القصير، على موقع أمازون.
- السيد فريدمان القصير، على مكتبة جامعة ميشيغان.
- السيد فريدمان القصير، على جود ريدز.